# Schloss Loshausen
Koordinaten: 50° 53′ 3″ N, 9° 15′ 17″ O

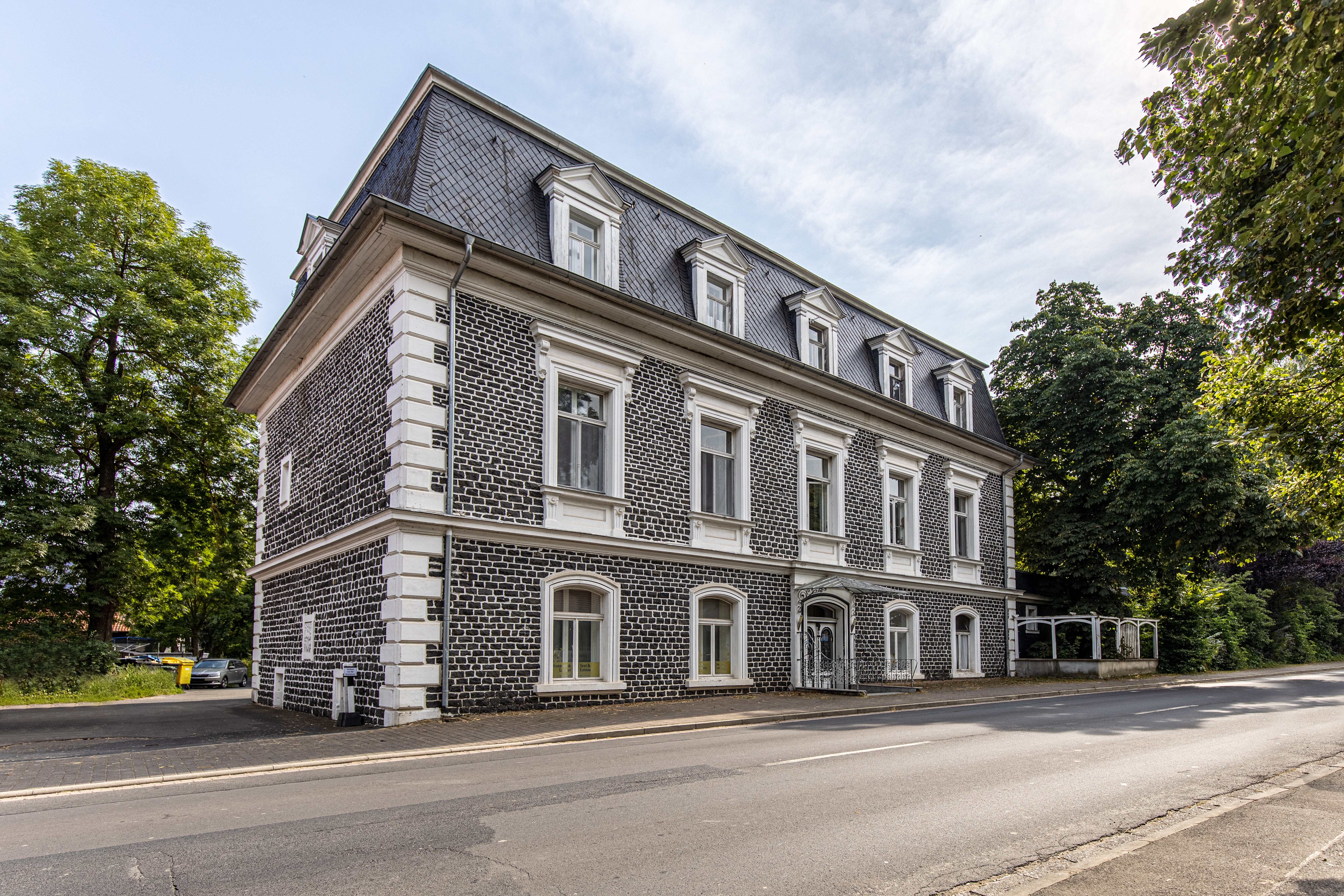
Schloss Loshausen (Aufnahme 2021)

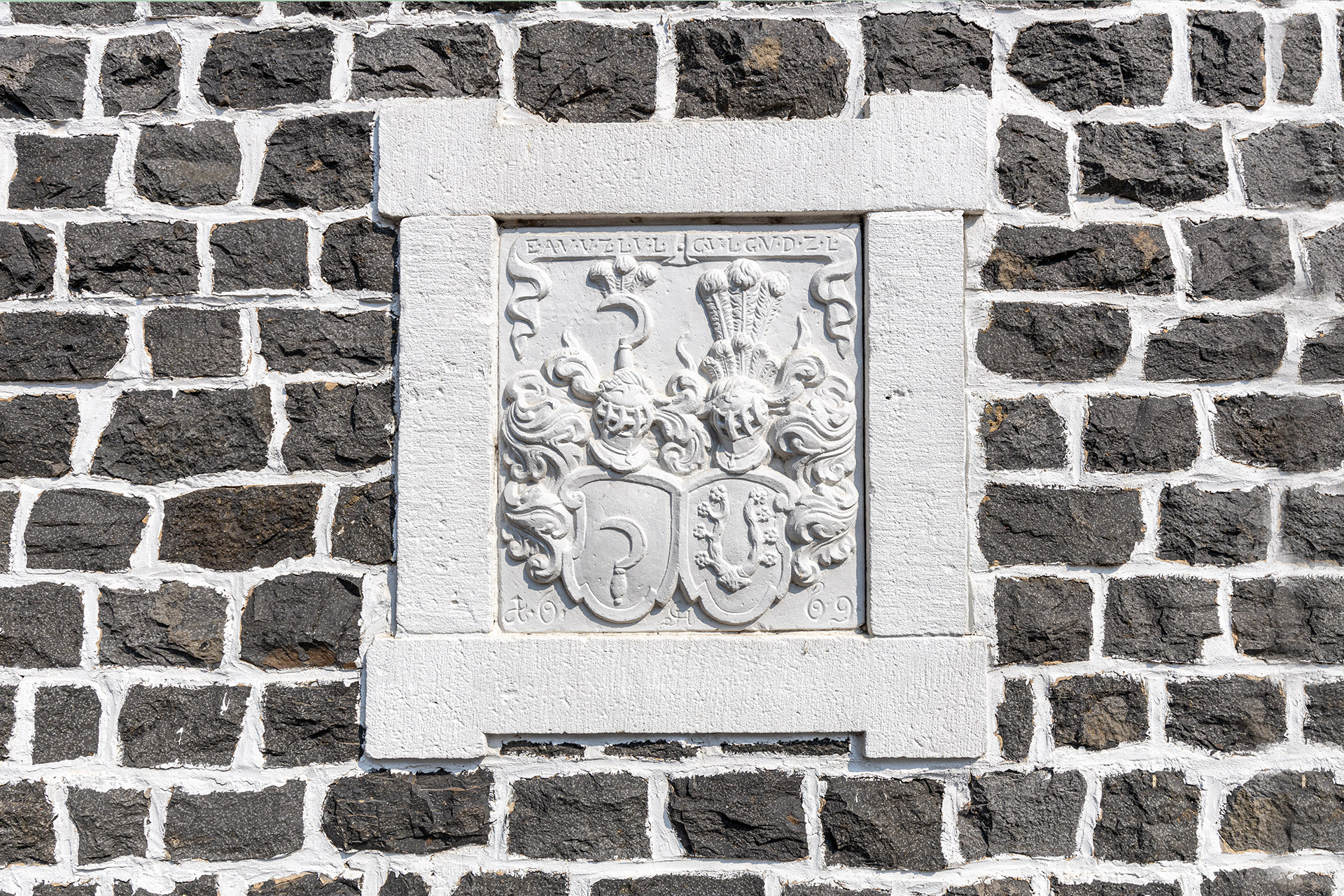
Allianzwappen der Erbauer des Vorgängerbaus Erhard Adolph von und zu Lüder und Loshausen (Sichel) und seiner Ehefrau Catharina geb. von Dalwigk zu Lichtenfels (Hirschgeweih mit acht Rosen)

Das Schloss Loshausen (auch Loshäuser Schloss genannt) ist ein ehemaliger Adelssitz in Loshausen, einem Ortsteil von Willingshausen im Schwalm-Eder-Kreis in Nordhessen (Deutschland).

## Geographische Lage
Das im Jahre 1891 erbaute Schloss, eher ein Herrenhaus im Stil einer schlichten Schlossanlage, steht auf 216 m ü. NHN unmittelbar nördlich der Kasseler Straße (Kreisstraße 106) am östlichen Ortsausgang von Loshausen, am Westufer der Schwalm, die hier in einem kurzen Bogen von Südwesten nach Nordosten verläuft. Zum Schloss gehört ein großer, weitgehend baumbestandener Park, der im Norden bis zur Trasse der einstigen Knüllwaldbahn, heute Bahnradweg Rotkäppchenland, und im Osten über die Schwalm hinweg bis zur Landesstraße L 3263 reicht. Im Westen liegen Wohn- und Wirtschaftsgebäude des ehemaligen Gutshofs.

## Geschichte
Der heutige Bau steht an der Stelle eines wohl gegen Ende des 15. Jahrhunderts errichteten Herrensitzes derer von Lüder (auch: von Lüdder, von Lutter), die 1437 in der Nachfolge derer von Waltvogel Burgmannen der Abtei Hersfeld bzw. derer Vögte, den Grafen von Ziegenhain, in Loshausen geworden waren. 1495 verlegte Hans von Lüder seinen Wohnsitz aus der gegenüber dem heutigen Schloss gelegenen alten Burg in den Bereich des heutigen Schlosshofes. Das Dorf und dieser Bau wurde während des Dreißigjährigen Krieges am 14. November 1640, dem Tag vor dem Gefecht am Riebelsdorfer Berg, von kaiserlichen Truppen des Generals Hans Rudolf von Breda niedergebrannt.
1669 errichteten Erhard Adolph von und zu Lüder und Loshausen und seine Ehefrau Catharina geb. von Dalwigk zu Lichtenfels an der Stelle des heutigen Baus ein Renaissanceschloss. Um die Mitte des 18. Jahrhunderts besaßen die von Lüder zu Loshausen, der letzte noch bestehende Zweig derer von Lüder, teils als hersfeldische, teils als landgräflich-Hessisch-Kasseler Lehen als freiadlige Güter in Loshausen den ehemals Waltvogel’schen Hof „über der Brücke“, den ehemals Hainer Hof „unter der Brücke“, den ehemaligen Krengelshof und den Numischen Hof sowie drei freie (Wohn-)Plätze und die Arnoldsmühle. Mit dem Tod des fuldischen Geheimen Rats Erhard Georg von Lüder (Lütter) im Jahre 1760 erlosch das Geschlecht, und die landgräflichen Lehen fielen heim. Die hersfeldischen Erbmannlehen wurden 1762 den Brüdern Schenck zu Schweinsberg zu Rülfenrod, die Erblehen 1767 einer Generalswitwe von Baumbach und den Brüdern Schenck zu Schweinsberg zu Rülfenrod übertragen.
Im Jahre 1891 verkaufte Ludwig von Schenck zu Schweinsberg auf Loshausen den Besitz an den preußischen Oberstleutnant a. D. Oskar Christian Normann, der 1893 als von Normann-Loshausen in den Freiherrenstand erhoben wurde. Der Gutsbesitz umfasste damals 119 Hektar Äcker und Gärten, 45 Hektar Wiesen und 151 Hektar Wald. Normann ließ das alte Herrenhaus abbrechen und an dessen Stelle einen repräsentativen Bau aus Basaltsteinen errichten. Bis zum Jahre 1926 war das Gut im Besitz seiner Familie; dann wurde es verkauft und der Landbesitz vereinzelt. Die „Christliche Bauernhochschule in Loshausen e. V.“ und der „Landesverein für Innere Mission“ erwarben das Schloss, den dazugehörigen Gutshof und den Park. Das Schloss wurde „Freizeitenhaus“ unter Verwaltung eines Sonderpfarramts Loshausen. 1935 musste der Seminarbetrieb der politischen Verhältnisse wegen eingestellt werden, und 1940 wurde der damalige Landkreis Ziegenhain Besitzer.
Nach dem Ende des Zweiten Weltkriegs folgten eine wechselhafte Nutzungen. Von 1945 bis 1956 war im Schloss die Mädchenklasse der Landwirtschaftsschule Ziegenhain. Danach war es zeitweise Unterkunft des Deutschen Roten Kreuzes, zeitweise Möbellager, ab 1969 Nachtclub. 1989 erfolgte der Verkauf an eine Offenbacher Immobiliengesellschaft, und von 1991 bis 1995 diente der Bau als Asylantenwohnheim. Nach erneutem Leerstand wurden in den Jahren 1999 bis 2002 im Haus behindertengerechte Wohneinheiten geschaffen, aber es blieb dennoch von 2002 bis 2004 wiederum leer. Erst seit April 2004 wird es nun mit den benachbarten einstigen Wirtschaftsgebäuden als Wohn- und Gewerbepark genutzt.

## Der Bau
Der aus grauen Basaltsteinen gemauerte Bau ist etwa 20 m lang und 14 m breit, zweigeschossig, mit Mansardwalmdach. Im Nordosten überragt ein turmartiger Pavillon mit Walmdach das Dach des Schlosses. Der Pavillon ragt nördlich und östlich etwa 2 m vor die Mauern des Hauses hervor. Das Haus ist nach Südwesten zur Straße fünfachsig, und im Dachgeschoss befinden sich fünf Gauben mit Spitzgiebeln. Nach Osten zur Schwalm und zum Park hin schließt eine große, unterkellerte Terrasse an das Schloss an.

## Heutige Nutzung
Während das Schloss selbst und die benachbarten Gutsgebäude heute als Wohn- und Gewerbepark genutzt werden, finden im Ostteil des Parks, jenseits der Schwalm, in regelmäßigen Abständen kulturelle Veranstaltungen wie das World Music Festival und Rock im Park statt. Externer Veranstalter ist der Klangfreunde e. V.